# Burdick (Kansas)
Burdick ist eine Ansiedlung und ein Census-designated place in Morris County im US-Bundesstaat Kansas. Das U.S. Census Bureau hat bei der Volkszählung 2020 eine Einwohnerzahl von 62 ermittelt.

## Geschichte
Gegründet wurde die Siedlung 1880/81 unter dem Namen Linsdahl, später Linsdale, für die Viehzucht durch dort lebende Schweden. Schon zuvor, in den späten 1870er Jahren, versuchten russische Einwanderer erfolglos in dem Gebiet Landwirtschaft zu betreiben und verließen daher die Gegend. 1887 erfolgte der Anschluss an die Eisenbahnlinie Strong City - Superior der Atchison, Topeka and Santa Fe Railway und die Umbenennung, nach dem Namen der Geliebten eines Eisenbahnbeamten, in Burdick. Im August desselben Jahres eröffnete zudem eine Postfiliale.  Man ist in Burdick heutzutage stolz darauf trotz der geringen Größe der Stadt zwei Kirchen und ein sauberes Stadtbild zu haben.

## Geographie
Burdick liegt in den Great Plains am Rande der Flint Hills und ist von großen Weideflächen umgeben.

## Bevölkerung
Bis in die 1920er Jahre wuchs die Einwohnerzahl stetig auf über 200 Personen an. Seitdem nahm die Bevölkerungszahl ab, hauptsächlich wegen der immer unrentabler werdenden Landwirtschaft. Im Jahr 1910 hatte Burdick rund 225 Einwohner.

## Infrastruktur
Die Ortschaft hatte einen Bahnhof, der 1887 erbaut wurde. Außerdem verfügte sie bis 1957 über eine High School und bis in die 1960er über eine Grundschule. Mittlerweile existieren in Burdick noch zwei richtige Straßen und die Postfiliale.

## Persönlichkeiten
Nahe Burdick liegt die Ranch der ehemaligen Senatorin von Kansas Nancy Landon Kassebaum.